# Not the weapon but the hand
Not the weapon but the hand is een studioalbum van een samenwerking tussen Richard Barbieri en Steve Hogarth. Barbieri is de toetsenist van Porcupine Tree, Hogarth de zanger van Marillion. Zowel Porpcupine Tree als Marillion gingen in 2011 een relatief rustige periode tegemoet. Barbieri schreef muziek, die doet denken aan new agemuziek. Het zijn muzikale landschappen, de muziek kent nauwelijks enige ontwikkeling. Hogarth schreef en zong daar dromerig(e) teksten bij. De heren schakelden nog enkele andere musici in, maar indelen van de muziek in een bepaald genre blijft moeilijk. De ruime omschrijving progressieve rock komt het dichtst bij.
Het album was eerst te koop bij Racket Records, het platenlabel van Marillion. De officiële release kwam via Kscope (platenlabel van Porcupine Tree).

## Musici
- Steve Hogarth – zang
- Richard Barbieri – toetsinstrumenten

Met
- Danny Thompson – contrabas (3)
- Dave Gregory (van XTC) – gitaar (1,2,4), basgitaar (4,6), strijkarrangemten
- Arren Ahmun – slagwerk (1, 3, 4); elektronisch percussie (6)
- Chris Maitland – slagwerk

En ook
- Michael Hunter – programmeerwerk percussie (4)
- Suzanne Barbieri – zang (6,7)
- H (staande voor Hogarth) – dulcimer (7), tamboerijn (6), shakers (6)

## Muziek
| Nr. | Titel                        | Duur |
| --- | ---------------------------- | ---- |
| 1.  | Red kite                     | 7:25 |
| 2.  | A cat with seven souls       | 5:50 |
| 3.  | Naked                        | 6:14 |
| 4.  | Crack                        | 4:48 |
| 5.  | Your beautiful face          | 6:47 |
| 6.  | Only love will make you free | 8:11 |
| 7.  | Lifting the lid              | 6:01 |
| 8.  | Not the weapon but the hand  | 1:25 |

## Hitlijst
In Nederland stond het album 1 week in de Album top 100. In de week volgend op 3 maart 2012 stond het op plaats 96.